# Sven Hartberger
Sven Hartberger (* 20. August 1958 in Wien) ist ein österreichischer Autor, Übersetzer, Dramaturg und Kulturmanager.

## Leben
Sven Hartberger absolvierte den humanistischen Zweig des Piaristengymnasium in Wien Josefstadt (Matura 1978). Studien der Rechtswissenschaften (Dr. iur. 1982), Geschichte/Alte Geschichte und Italienisch an der Universität Wien und auch an der Hochschule für Musik und darstellende Kunst Wien (Kulturmanagement). Anschließend (1985–88) Betriebsbüro der Japan-Tournee der Wiener Staatsoper, Betriebsleiter der Seefestspiele Mörbisch, Teletheater GmbH, Sommerakademie am Friedensforschungsinstitut Stadt Schlaining.
Er war 1989 Mitbegründer und bis 1999 Intendant des Wiener Operntheaters, das sich mit zahlreichen österreichischen Erstaufführungen großer zeitgenössischen Opernwerke profilierte u. a. mit Le Grand Macabre von György Ligeti, The Second Mrs Kong von Harrison Birtwistle, Die Teufel von Loudun von Krzysztof Penderecki, Das Schloss von Aribert Reimann und Nixon in China von John Adams.
Ab dem Jahr 1995 plante und betrieb Hartberger, unterstützt vom Architekten Wilhelm Holzbauer, die Errichtung eines Opernhauses der Gegenwart zur Etablierung eines zeitgenössischen Repertoirebetriebs auf dem Areal des Stadterweiterungsgebietes Donauplatte. Im November 1999 übernahm Hartberger die künstlerische Leitung des Klangforum Wien, dem er bis 2019 als Intendant vorstand.
Seit März 2021 ist Hartberger Sprecher der Gemeinwohl-Ökonomie Österreich.

## Übersetzungen
- Gerard Mortier: Dramaturgie einer Leidenschaft. Aus dem Französischen von Sven Hartberger. Kassel 2014.
- Patrick Corillon: Oskar Serti geht ins Konzert. Warum? Aus dem Französischen von Sven Hartberger. Wien 2011.
- Russel Hoban, Harrison Birtwistle: The Second Mrs. Kong. Aus dem Englischen von Sven Hartberger. Wien 1996.
- Giovanni Bertati, Domenico Cimarosa: Die Heimliche Ehe. Aus dem Italienischen von Sven Hartberger.
- Giuseppe Maria Fopp, Gioacchino Rossini: Il Signor Bruschino. Aus dem Italienischen von Sven Hartberger.